# GT World Challenge Europe Endurance Cup
GT World Challenge Endurance Cup, ранее известная как Blancpain Endurance Series с 2011 по 2015 год и Blancpain GT Series Endurance Cup с 2016 по 2019 год — это гоночная серия на спортивных автомобилях, созданная SRO Group и Королевским автомобильным клубом Бельгии (RACB) с одобрения Международной автомобильной федерации (FIA). В ней представлены гоночные автомобили класса GT, модифицированные на основе серийных дорожных автомобилей, соответствующих правилам FIA GT3. Спонсором серии изначально была швейцарская часовая компания Blancpain, а монокубок Lamborghini Super Trofeo выступал в качестве гонок поддержки. В 2019 году SRO объявила, что их спонсорская сделка с Blancpain была прекращена, и серия была переименована в GT World Challenge Europe Endurance Cup.

## Формат
Турнир по формату напоминает серию FIA GT (1997-2009 годов), в его календаре присутствуют главным образом трехчасовые гонки на выносливость, проводимые на известных европейских трассах, а также суточный марафон 24 часа Спа. Техника представлена пяти классов, основанных на техтребованиях FIA GT3, GT4 и Supersport. Автомобили GT3 разделены на подклассы для профессиональных гонщиков (GT3 Pro), смешанной команды профессионалов и любителей (GT3 Pro-Am) и джентльмен-драйверов, которые используют свои автомобили по крайней мере один год (Gentlemen). Система рейтинга FIA для пилотов используется для определения того, к какому классу относится каждая заявка.
В сезоне 2012 года категории GT4 и Supersport были исключены, а класс GT3 Citation был изменён на класс Gentlemen. В 2013 году стартовая сетка достигала 60 автомобилей.
В серии используются широкие возможности баланса производительности и веса гандикапа для уравновешивания характеристик автомобилей.

## Чемпионы

### Гонщики
| Год  | Pro Cup (2011—2015) В целом (с 2016)                    | Gold Cup                                             | Silver Cup                                         | Pro-Am Cup                                      | Gentlemen Trophy (2011—2014) Am Cup (2015—2020) Bronze Cup (с 2022) | GT4                                         |
| ---- | ------------------------------------------------------- | ---------------------------------------------------- | -------------------------------------------------- | ----------------------------------------------- | ------------------------------------------------------------------- | ------------------------------------------- |
| 2011 | Грег Франки                                             |                                                      |                                                    | Ник Хоммерсон Луис Махилс                       | Жорж Кабанн                                                         | Алекс Банкомб Жордан Трессон Кристофер Уорд |
| 2012 | Кристофер Хаазе Кристофер Мис Стефан Ортелли            | Ник Хоммерсон Луис Махилс                            | Пьер Хирши Роберт Хиссом                           |                                                 |                                                                     |                                             |
| 2013 | Максимилиан Бук                                         | Лукас Ордонес                                        | Жан-Люк Бобелик Жан-Люк Бланшемен Патрис Гуэслар   |                                                 |                                                                     |                                             |
| 2014 | Лауренс Вантор                                          | Стефано Гай Андреа Риццоли                           | Франсиско Гедеш Питер Манн                         |                                                 |                                                                     |                                             |
| 2015 | Алекс Банкомб Кацумаса Чиё Вольфганг Райп               | Дункан Кэмерон Мэтт Гриффин                          | Ян Логги Джулиан Уэствуд                           |                                                 |                                                                     |                                             |
| 2016 | Роберт Ком Ледогар Шейн ван Гисберген                   | Алессандро Боначини Михал Бронишевски Андреа Риццоли | Вадим Гитлин Лиам Талбот Марко Зануттини           |                                                 |                                                                     |                                             |
| 2017 | Мирко Бортолотти Андреа Кальдарелли Кристиан Энгельхарт | Джонатан Адам Ахмад Аль-Харти                        | Жак Дювье Дэвид Перель Марко Зануттини             |                                                 |                                                                     |                                             |
| 2018 | Йелмер Бюрман Маро Энгель Лука Штольц                   | Алекс Фонтана Микаэль Гренье Адриан Цаугг            | Крис Банкомб Ник Левентис Льюис Уильямсон          | Адриан Амстутц Леонид Мащицкий                  |                                                                     |                                             |
| 2019 | Андреа Кальдарелли Марко Мапелли                        | Нико Бастиан Тимур Богуславский Фелипе Фрага         | Ахмад Аль-Харти Чарли Иствуд Салих Йолуч           | Адриан Амстутц Леонид Мащицкий                  |                                                                     |                                             |
| 2020 | Алессандро Пьер Гвиди                                   | Патрик Куджала Алекс Макдауэлл Фредерик Шандорф      | Александр Уэст                                     | Стефан Трибодини                                |                                                                     |                                             |
| 2021 | Алессандро Пьер Гвиди Никлас Нильсен Ком Ледогар        | Алекс Фонтана Рикардо Феллер Рольф Инейхен           | Крис Фроггатт Джонатан Хуэй                        |                                                 |                                                                     |                                             |
| 2022 | Жюль Гунон Даниэль Хункаделья Раффаэле Марчелло         | Оливер Миллрой Фредерик Шандорф Брендан Ирибе        | Беньямин Гёте Томас Нойбауэр Жан-Батист Симменауэр | Луи Машьэль Андреа Бертолини Стефано Костантини | Рима Джуффали Тим Мюллер Валентин Пьербург Джордж Куртц             |                                             |
| 2023 | Жюль Гунон Тимур Богуславский Раффаэле Марчелло         | Николя Барт Максим Суле                              | Бенхамин Итес Клеменс Шмид Гленн ван Берло         | Алекс Фонтана Иван Жакома Николас Лейтвилер     | Эдди Чивер III Крис Фроггатт Джонатан Хуэй                          |                                             |